# 호야 케리
호야 케리(학명: Hoya kerrii)는 동남아시아와 오스트레일리아의 고유종인 호야의 일종이다. 영국의 의사이자 식물학자인 아서 프랜시스 조지 케르의 이름을 따 붙여졌다. 하트호야, 하트선인장 이라고 부르기도 한다.
굵은 잎이 하트 모양을 하고 있어 미국에서는 "행운의 하트(lucky-heart)"라 하기도 한다. 유럽에서는 발렌타인데이에 많이 팔린다.
원산지는 중국 남부, 베트남, 라오스, 캄보디아, 태국, 인도네시아 자와섬이다.

## 묘사
호야 케리는 4m까지 자랄 수 있는 덩굴식물이다. 줄기의 지름은 대략 7 mm이고 잎의 너비는 6 cm, 두께는 5 mm이다. 다 자란 식물은 5 cm 직경의 꽃차례에 꽃 25송이가 개화한다. 붉은색이나 갈색의 작은 과일을 만들며, 희미하게 향기가 나거나 아예 나지 않는다.

## 분류군
1910년이나 1911년에 치앙마이 서쪽에 있는 도이수텝산 해발 390 m 지점에서 조지 케르가 처음 채집하였다. 이후 1911년 8월에 큐 왕립식물원에 옮겨져 개화했는데, 이를 식물학자 윌리엄 그랜트 크레이브가 묘사한 바 있다.

## 분재화초
꽃집 등에서는 주로 잎 하나만 판매하는데, 완전히 성장한 호야 케리를 합리적인 가격에 찾기는 어려울 수 있다. 잎이 하트모양이기 때문에 연인들끼리 선물로 주고받는 경우가 많으며, 인테리어 식물로 인기가 많다. 잎은 쉽게 뿌리를 내리고 몇 년은 아니더라도 몇 달 동안은 하트 모양으로 남아 있는다. 매우 조그만 조각으로 잘라도 식물 전체로 자란다. 그러나 넝굴이 싹트기 위해서는 줄기 조금과 마디 한 개 정도를 심어야 한다. 줄기와 마디가 존재하더라도 새로운 식물로 성장하기까지는 몇 년이 걸릴 수 있다.

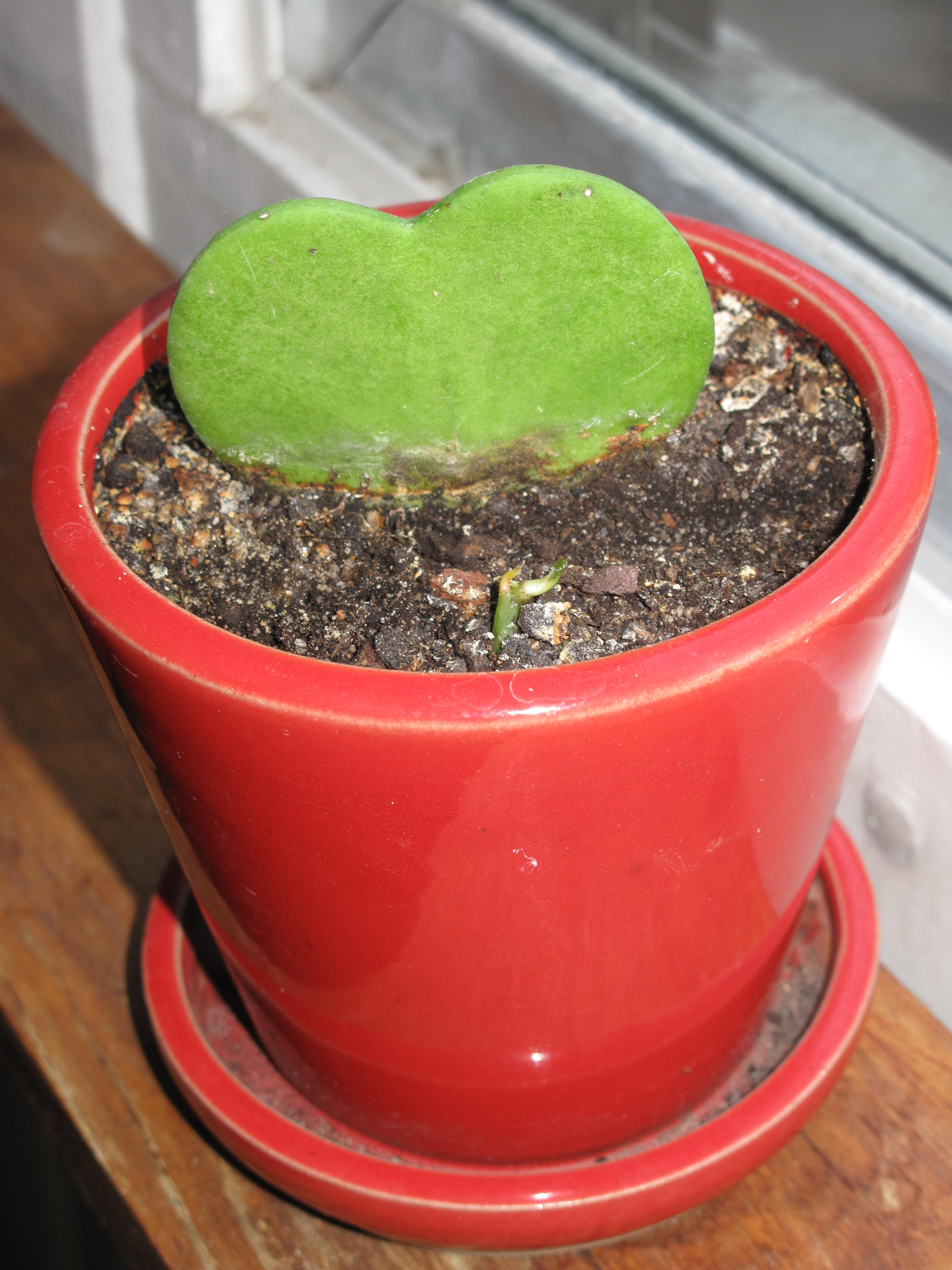
2년동안 자라지 않은 어린 잎
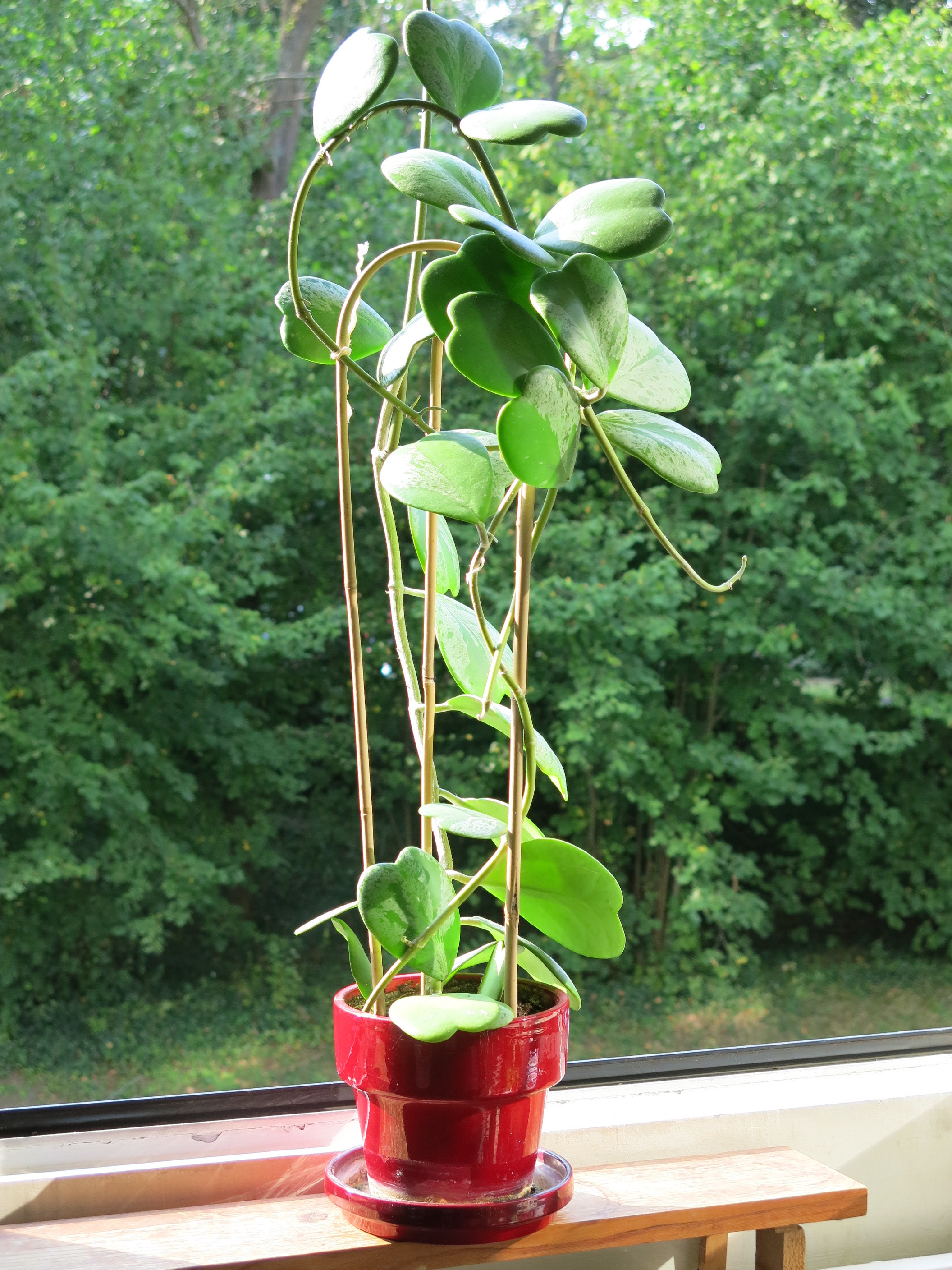
20개월 후